# Фарук Хаџибегић
Фарук Хаџибегић (Сарајево, 7. октобар 1957) бивши је југословенски фудбалер, а сада фудбалски тренер. За репрезентацију Југославије наступио је 61 пут и постигао 6 голова.

## Клупска каријера
Хаџибегић је прве фудбалске кораке направио у Сарајево. Са тимом са Кошева освојио је првенство Југославије у сезони 1984/85. На крају те сезоне прешо је у француски клуб Бордо. Његове добре игре су примјетио Бетис, гдје је Хаџибегић одиграо двије врло добре сезоне (1985-87). Хаџибегић се након Бетиса преселио у Француску, гдје је 7 сезона играо за Сошо (1987-94). Каријеру је завршио у француском Тулузу.

## Репрезентација
Хаџибегић је за репрезентацију Југославије наступио је 61 пут и постигао два гола. Дебитовао је 13. октобра 1982. против Норвешке (1:3) у Ослу. Био је члан селекције која је наступила 1990. године на Свјетском првенству у Италији. У четвртфиналу против Аргентине, уз Драгана Стојковића и Драгољуба Брновића, није био прецизан у извођењу једанаестераца за побједника. И за вријеме распада СФРЈ наставио је играти за репрезентацију Југославије. Посљедњи је пут "плави" дрес носио као капитен 25. марта 1992. против Холандије (0:2) у Амстердаму, у припремној утакмици за Европско првенство 1992. Хаџибегић је био са репрезентацијом Југославије пред полазак на посљедње припремне утакмице, али се одлучио да напусти саиграче због почетка рата у Босни и Херцеговини.

## Тренерска каријера
Хаџибегић је одмах по завршетку фудбалске каријере почео да се бави тренерским послом у Сошоу. Са Сошоом је играо у полуфиналу Купа УЕФА.
Године 1999. преузео је репрезентацију Босне и Херцеговине коју као селектор није водио пуних годину дана. Преузео је репрезентацију када је Боснa и Херцеговинa већ изгубила све шансе за пласман на Европско првенство 2000. године. Упркос посљедњој побједи против Естоније резултатом 1:4, у којој је Елвир Баљић сва четири пута тресао мрежу домаћина, повукао се мјеста селектора.
Као шеф стручног стожера водио је екипе Сошоа, Реал Бетиса, Троа, Газијантепа, Дијабакиспора, Денизлиспора. Након три године проведене у турском првенству вратио се у Француску гдје је преузео француског друголигаша Ниор, а касније је водио Дижон и Бастију.